# Томиока Тэссай
Томиока Тэссай (яп. 富岡 鉄斎, также Томиока Юсукэ, родился 25 января 1836 в Киото; умер там же 31 декабря 1924 года) — японский художник и каллиграф. Один из первых живописцев Японии, писавших свои работы в стиле нихонга.

## Жизнь и творчество
Томиока был вторым сыном в семье торговца священными одеяниями Томиоки Корэнобу. По настоянию родителей юноша первоначально становится чиновником, ведавшим делами синтоистских храмов в Киото, Идзумо и Ямата. Изучал также философию, в первую очередь работы Конфуция и буддийской монахини Отагаки Рэнгэцу. Участвовал в политической борьбе в Японии, выступая за неограниченные полномочия императора, в результате чего в 1859 году был вынужден бежать в Нагасаки. Здесь некоторое время Томиока живёт в монастырях Отори и Цоноками как синтоистский монах. В 1881 году он окончательно покидает своё убежище и с тех пор занимается исключительно живописью. На следующий год художник приезжает в Киото и поступает учителем в городскую школу искусств. Ещё в детстве Томиока был воспитан в традициях национального  искусства и литературы, японской и китайской живописи. Он никогда не брал уроки рисования и был самоучкой. В то же время его работы носят явные следы влияния старинных произведений японской и китайской живописи. Начинал рисовать в стиле школы бундзинга. Является одним из немногих выдающихся японских художников эпохи Мэйдзи, не подпавших под европейское культурное влияние. Будучи мастером каллиграфического искусства, Томиока развил свой, особенный стиль письма кистью. 
Заслуги Томиока Тэссая были высоко оценены: в 1917 году ему присваивается звание придворного художника, а в 1919 году он становится членом японской Академии художеств.

## Галерея
- Гидзацу (1924)
- Иллюстрация к одной из поэм Абэ-но Накамару (1918)
- Гора Пэнлай (гора Неизменности) (1924)
- Земной рай и священные горы
- Два танцующих духа (1924)

## Дополнения
- Мемориальный музей Томиоки Тессая (на японском языке)